# Microsorum sopuense
Microsorum sopuense är en stensöteväxtart som beskrevs av Bosman. Microsorum sopuense ingår i släktet Microsorum och familjen Polypodiaceae. Inga underarter finns listade.